# Estación de Legorreta
Legorreta es una estación de ferrocarril situada en el municipio español homónimo en la provincia de Guipúzcoa, comunidad autónoma del País Vasco. Forma parte la línea C-1 de la red de Cercanías San Sebastián operada por Renfe.

## Situación ferroviaria
Se encuentra en el punto kilométrico 588,622 de la línea férrea de ancho convencional  que une Madrid con Hendaya a 129,03 metros de altitud. El tramo es de vía doble y está electrificado.

## Historia
La estación fue inaugurada el 1 de septiembre de 1863 con la puesta en marcha del tramo Beasáin-San Sebastián de la línea radial Madrid-Hendaya. Su explotación inicial quedó a cargo de la Compañía de los Caminos de Hierro del Norte de España quien mantuvo su titularidad hasta que en 1941 fue nacionalizada e integrada en la recién creada RENFE. Desde el 31 de diciembre de 2004 Renfe Operadora explota la línea mientras que Adif es la titular de las instalaciones ferroviarias.

## La estación
Sus instalaciones están formadas por dos andenes, uno lateral y otro central y tres vías. El antiguo edificio para viajeros que aún se conserva está cerrado y abandonado. El andén central que no está cubierto en ninguno de sus puntos se caracteriza por su estrechez. No obstante existen planes para reformar las instalaciones. Esta estación no dispone de máquina autoventa de billetes, el billete se adquiere solicitándolo al interventor una vez dentro del tren.

## Servicios ferroviarios

### Cercanías
Los trenes de cercanías de la línea C-1 son los únicos que se detienen en la estación. 